# Dircaea fusca
Dircaea fusca là một loài bọ cánh cứng trong họ Melandryidae. Loài này được Motschoulsky miêu tả khoa học năm 1873.